# Malte Jakschik
Malte Jakschik (Bonn, 3 de agosto de 1993) é um remador alemão, medalhista olímpico.

## Carreira
Jakschik competiu nos Jogos Olímpicos de 2016, no Rio de Janeiro, onde conquistou a medalha de prata com a equipe da Alemanha no oito com.